# جامعة هيك تشاد
جامعة هيك تشاد والتي كانت سابق المعهد العالي للدراسات الاقتصادية والتجارية والمحاسبية والاتصال والذي تم تأسيسه عام 2003م على يد الدكتور الاقتصادي علي عبد الرحمن حقار حفظه الله ومنذ ذلك الوقت تواصلت المسيرة والانجازات المتمثلة في اعداد الخريجين التي أثرث سوق العمل المحلي والاقليمي بشكل ملحوظ ،وخلال 15 عاما استطاعت جامعة هيك تشاد ان تقدم لتشاد ومحيطها الاقليمي اكثر من 17000 دارس من تشاد والدول الافريقية المجاورة في العلوم الاقتصادية والمحاسبية والإدارية .
اسهم ذلك كله السطات المختصة بتشاد والمتمثلة في وزارة التعليم العالي والبحث والإبتكار ان تصير هيك جامعة وذلك بمرسوم رئاسي صدر في العام 2016م اضاف ذلك الى جامعة هيك تشاد افاقا اوسع فتوسعت الجامعة في مختلف التخصصات التي تلبي حاجة سوق العمل المحلي والاقليمي والدولي فتنوعت التخصصات والكليات العلمية والتطبيقية والنظرية ليكتمل بناء جامعة تعدو نحو مستقبل واعد ومشرق في عالم التعليم العالي بشكل ملحوظ وقد نالت الجامعة العديد من التصنيفات التي جعلتها في مقدمة مؤسسات التعليم العالي الخاصة بتشاد .